# Mauro Repetto
Mauro Antonio Repetto (Genova, 26 dicembre 1968) è un paroliere italiano naturalizzato francese. È stato fondatore, insieme a Max Pezzali, del gruppo musicale 883.

## Biografia
Nato a Genova, ma cresciuto a Pavia insieme ai genitori Elio Repetto e Margherita Slajmer e la sorella minore Veronica, frequenta in tale città il liceo scientifico "Copernico" dove, al terzo anno, ha come compagno di classe Max Pezzali, più grande di un anno e bocciato nel precedente anno scolastico, con il quale inizia a frequentarsi e a scrivere canzoni. È inoltre animatore nei villaggi turistici. Nel 1989 lui e Pezzali partecipano come duo "I Pop" ad una trasmissione televisiva su Italia 1, chiamata 1, 2, 3 Jovanotti e condotta dall'allora emergente Jovanotti. Dopo aver fondato gli 883 e conosciuto Claudio Cecchetto, nel 1991 partecipano al Festival di Castrocaro con la canzone Non me la menare. Ottengono un primo successo con il loro primo disco Hanno ucciso l'Uomo Ragno con il singolo che viene lanciato proprio al Festival di Castrocaro del 1992 condotto da Cecchetto. Sebbene Repetto sia autore di molti dei successi della band, non riesce a trovare una posizione nelle esibizioni dal vivo: infatti, mentre Pezzali canta, lui si limita a qualche sporadico coro, muovendosi e ballando sul palco, suscitando così l'ironia della stampa.
Nel 1993 gli 883 pubblicano l'album Nord sud ovest est, che vende il doppio del precedente. Nel 1994 esce il suo ultimo album con gli 883, Remix '94, contenente i successi dei primi due album in versione dance. L'ultima sua apparizione con Max Pezzali, in qualità di partner, avviene nella puntata di Roxy Bar di Red Ronnie del 14 gennaio 1994. Il sabato di Pasqua di quell'anno, dopo essersi ritrovati per lavoro, Max saluta l'amico dandogli appuntamento al lunedì successivo, ma Mauro lascia intendere la sua intenzione di andarsene e di abbandonare il progetto. Max Pezzali e Claudio Cecchetto tentano di convincerlo a rimanere, invano. Mauro non si ritrova nel ritmo, nelle richieste e nelle conseguenze scaturite dal successo: tutto, per lui, si limita al comporre canzoni con l'amico in cantina. Attraversa un periodo in cui non sa quale sia la sua strada. Della sua scelta di lasciare il gruppo, il padre dirà poi: "Altro che Uomo Ragno, tu hai ucciso la gallina dalle uova d'oro".

### Dopo gli 883
Nel 1994 Repetto decide di inseguire un suo vecchio sogno: si trasferisce negli Stati Uniti d'America alla ricerca di una modella di 17 anni, Brandi Quinones, di cui si era innamorato dopo averla vista sfilare a febbraio alla settimana della moda. Mauro, giunto a Miami, riesce a conoscere solo alcune amiche e colleghe della ragazza: Beverly Peele, Cynthia Bailey e Tyra Banks. In seguito si reca a Los Angeles e tenta di produrre un film ma, raggirato da un presunto avvocato, perde 20.000 dollari. Poi grazie a Beverly Peele e a suo marito Jeffrey Alexander, con il quale si associa, riesce a incontrare, a New York, il discografico Russell Simmons della Def Jam Recordings, con il quale inizia a lavorare a un album rap solista. Frequenta intanto la New York Film Academy, ma accade che Alexander picchi la moglie: il produttore Simmons si schiera dalla parte della donna e interrompe subito la lavorazione dell'album. Mauro deve così terminare l'avventura oltreoceano. Rientrato in Italia, consegue all'Università degli Studi di Pavia la laurea in Lettere e incide in italiano l'album ZuccheroFilatoNero (1995), in cui compare la voce di Francesca Touré, futura cantante dei Delta V, e a cui partecipa il chitarrista Michele Chieppi, autore della musica di quattro dei dodici brani del disco. L'album, che doveva essere la colonna sonora del suo film, si rivela un flop di pubblico e critica.
Partito alla volta della Francia, tenta la strada del cinema col cortometraggio Point Mort, ma anche questa volta non ottiene il successo sperato. Risponde quindi ad un annuncio e inizia a lavorare come responsabile degli animatori a Disneyland Parigi, vestendo i panni di un cowboy. Dopo pochi mesi, però, il suo nome suscita l'attenzione di un responsabile delle risorse umane del parco che, pochi anni prima, aveva fatto l'Erasmus a Pavia. Riconoscendolo, questi gli chiede la ragione per la quale sta sprecando così il suo talento creativo, proponendogli il posto di produttore di eventi speciali. Repetto ricopre la carica di manager. Partecipa a sorpresa ad un concerto gratuito degli 883 a Milano, il 21 luglio 1998. Nel 2004 fonda la ditta di design, Manjaca, con sua moglie Joséphine, designer francese, con la quale ha due figli.
Nel 2012 si dedica al teatro, scrivendo e interpretando la commedia The Personal Coach, in palinsesto da marzo a maggio al teatro Essalion di Parigi. Repetto torna nel mondo della musica nel 2012, partecipando come corista al singolo Sempre noi di Max Pezzali e J-Ax, oltre che come attore nel relativo videoclip. Sempre nel 2012 in alcune interviste, sia Pezzali sia Repetto parlano di un possibile coinvolgimento futuro di Mauro in progetti comuni, non necessariamente musicali. Nel 2013 scrive per Max Pezzali i testi Il presidente di tutto il mondo e Welcome Mr. President pubblicati nell'album Max 20, nel quale canta una parte in francese. Nel novembre dello stesso anno è tornato sul palco, in una fugace apparizione, in compagnia dell'amico Max, nella tappa milanese del suo tour.
Ritorna ancora a fianco di Max nel luglio del 2022, dapprima in occasione del concerto allo Stadio Comunale di Bibione e quindi nelle seguenti due date evento allo Stadio San Siro di Milano e ad Arena Suzuki.
Nel 2023 esce per Mondadori la sua autobiografia, scritta con Massimo Cotto, Non ho ucciso l’uomo ragno. Gli 883 e la ricerca della felicità. L’anno seguente inizia una tournée teatrale dal titolo Alla ricerca dell'Uomo Ragno e riscuote successo la serie di Sky Hanno ucciso l'Uomo Ragno - La leggendaria storia degli 883 nella quale Repetto è interpretato da Matteo Oscar Giuggioli. A inizio 2025 durante l'ultima tappa del tour di Max Pezzali al Forum di Assago a sorpresa Repetto sale sul palco cantando insieme Nord sud ovest est.
Nel 2025 torna sul palco per un lungo tour nei teatri con lo spettacolo musicale Alla ricerca dell’Uomo Ragno - La favola degli 883 in cui dà voce finalmente alle sue canzoni e racconta tutta la sua storia attraverso una narrazione surreale e autobiografica.

## Discografia

### Con gli 883
Album in studio
- 1992 - Hanno ucciso l'Uomo Ragno
- 1993 - Nord sud ovest est
- 1994 - Remix '94

Singoli
- 1991 - Non me la menare
- 1992 - 6/1/sfigato
- 1992 - Hanno ucciso l'Uomo Ragno
- 1992 - S'inkazza (Questa casa non è un albergo)
- 1992 - Con un deca
- 1992 - Jolly Blue
- 1993 - Sei un mito
- 1993 - Nord sud ovest est
- 1993 - Come mai
- 1993 - Ma perché
- 1993 - Rotta x casa di Dio
- 1994 - Nella notte
- 1994 - Chiuditi nel cesso

### Da solista
Album in studio
- 1995 - ZuccheroFilatoNero

Singoli
- 1995 - Baciami qui
- 1996 - Brandi's smile
- 2025 - Dj Sole

### Altre apparizioni
- 1994 - Nikki - Rock normale
- 1995 - 883 - La donna il sogno & il grande incubo
- 1997 - 883 - La dura legge del gol!
- 2013 - Max Pezzali - Max 20

## Videografia

### Album video
- 1993 - Nord sud ovest est Video LP (con gli 883)
- 2012 - Sempre noi

## Filmografia
- Point Mort (1998)

## Teatro
- Alla ricerca dell'Uomo Ragno (2024-2025)

## Libri
- Non ho ucciso l’uomo ragno. Gli 883 e la ricerca della felicità, Mondadori, 2023.

## Riconoscimenti (con gli 883)
1992
- Telegatto - come rivelazione dell'anno
- Telegatto - come miglior album
- World Music Awards - come miglior artista italiano

1993
- Telegatto - come miglior band dell'anno
- Telegatto - come miglior album
- Festival italiano - come vincitore (con Fiorello)
- Festivalbar - miglior album con Nord sud ovest est
- World Music Awards - come miglior artista italiano

## Onorificenze
Il 9 dicembre 2024 riceve la benemerenza civica di San Siro, massima riconoscenza comunale elargita dal Comune di Pavia, senza tuttavia l'attestato come ex componente degli 883.
L'ex compagno di band Max Pezzali, infatti, aveva precedentemente inviato una diffida al Comune pavese, segnalando come il marchio sia al centro di una disputa legale.